# Stratfield Turgis
Stratfield Turgis est une paroisse civile et un village du Hampshire, en Angleterre.